# Прапор Володимира
Пра́пор Володи́мира затверджений 12 березня 1999 п'ятою сесією Володимир-Волинської міської ради двадцять другого скликання.

## Опис
Квадратне полотнище, яке складається з трьох вертикальних смуг — синьої, жовтої та синьої (співвідношення їхніх ширин рівне 2:1:2), посередині накладений червоний щиток (заввишки 1/2 сторони прапора) із білим зображенням Успенського собору.
Успенський собор є пам'яткою архітектури XII ст.

## Джерело
- Українська геральдика